# کمیته دائمی ادغام اروپا
کمیته دائمی ادغام اروپا (به ارمنی: Եվրոպական ինտեգրման հարցերի մշտական հանձնաժողով) یک کمیته تخصصی در پارلمان ارمنستان است که نظارت بر مدیریت روابط بین ارمنستان و اتحادیه اروپا را بر عهده دارد و از ادغام اروپای تدریجی این کشور حمایت می‌کند.

## تاریخ
کمیته دائمی ادغام اروپا که در سال ۲۰۰۷ تأسیس شد، یکی از یازده کمیته دائمی مجلس ملی جمهوری ارمنستان است. اعضای کمیته اعضای منتخب پارلمان هستند که نمایندگان اکثر احزاب سیاسی با نمایندگی در پارلمان را شامل می‌شود. با این حال، رهبران و نمایندگان احزاب سیاسی فراپارلمانی غالباً به عنوان ناظر یا شرکت‌کنندگان منظم در جلسات حضور می‌یابند. این کمیته ماهانه تشکیل جلسه می‌دهد و پیشنهادها، به‌روزرسانی‌ها و گزارش‌هایی به نیکول پاشینیان، نخست‌وزیر ارمنستان، ارائه می‌کند.
چندین حزب سیاسی برای نظارت به کمیته برگزیده شده‌اند. حزب جمهوری‌خواه طرفدار اروپاگرایی و حزب اروپایی ارمنستان به عنوان ناظر در این کمیته شرکت می‌کنند. در ۷ فوریه ۲۰۲۲، تیگران خزامالیان، رئیس حزب اروپایی ارمنستان، اظهار داشت:
ما سعی خواهیم کرد که کار این کمیته را سیاسی کنیم، زیرا این کمیته برای ما کلیدی است. ما معتقدیم که کمیته ادغام اروپا محوری است که در آن مسائل امنیتی، توسعه اقتصادی و بسیاری مسائل دیگر باید حل شوند.
در ۲۱ ژوئن ۲۰۲۴، آرمان یغوپیان در مجلس ملی جلسه‌ای را برگزار کرد که توسط پلتفرم متحد نیروهای دموکراتیک برگزار شد؛ در خصوص برگزاری یک رفراندوم برای ارائه درخواست عضویت ارمنستان در اتحادیه اروپا. یغوپیان گفت:
برای مقامات هیچ سؤالی وجود ندارد که آیا عضویت در اتحادیه اروپا مفید است یا نه. عضویت در اتحادیه اروپا برای کشورهای کوچک مفید است زیرا آن‌ها نسبتاً کم به ساختار کمک می‌کنند و نسبتاً زیاد منافع دریافت می‌کنند. تجربه نشان داده است که کشورهای کوچک پس از پیوستن به اتحادیه اروپا رشد سریع و چشمگیری را تجربه می‌کنند.
در ۹ سپتامبر ۲۰۲۴، نخست‌وزیر نیکول پاشینیان تأیید کرد که موضوع آغاز روند عضویت در اتحادیه اروپا به بخشی از دستورکار سیاسی ارمنستان تبدیل شده است. پاشینیان در دیدار با معاون رئیس‌جمهور کمیسیون اروپا مارگاریتیس شیناس اظهار داشت:
بحث‌هایی در کشور در خصوص امکان عضویت ارمنستان در اتحادیه اروپا در حال انجام است.

## اهداف
اهداف اصلی کمیته عبارتند از توسعه بیشتر روابط ارمنستان و اتحادیه اروپا، تضمین اجرای توافق‌نامه مشارکت جامع و تقویت‌شده ارمنستان-اتحادیه اروپا (CEPA)، و ادامه هماهنگی تدریجی قوانین ارمنستان و مقررات آن با اعمال حقوقی دست‌آوردهای اتحادیه اروپا.
در ۱۴ نوامبر ۲۰۲۳، رئیس کمیته آرمان یغوپیان در کنفرانس خبری اظهار داشت: «ارمنستان از سال ۱۹۹۱ در فرایند ادغام اروپایی است و ارمنستان ممکن است در آینده برنامه‌ای برای پیوستن به اتحادیه اروپا داشته باشد.»
در ۱۵ مارس ۲۰۲۴، معاون وزیر امور خارجه ارمنستان پاروییر هوهانیسیان در جریان نشست کمیته دائمی اعلام کرد که ارمنستان در حال تدوین توافق‌نامه جدید همکاری با اتحادیه اروپا است و هدف این است که آن را تا ژوئیه ۲۰۲۴ نهایی و امضاء کند. هوهانیسیان اظهار داشت: «اگر توافق‌نامه مشارکت جامع و تقویت‌شده بین ارمنستان و اتحادیه اروپا به‌طور کامل اجرا شود، ما قطعاً وضعیت یک کشور متقاضی عضویت در اتحادیه اروپا را خواهیم داشت.» روز بعد، سخنگوی امور خارجه و سیاست امنیتی کمیسیون اروپا پیتر استانو در پاسخ به این سؤال که آیا درهای اتحادیه اروپا به روی ارمنستان باز است، گفت: «کشورها حق دارند برای آینده بهتر برای مردم خود تلاش کنند. آن‌ها آزاد هستند که تصمیم بگیرند چگونه چنین آینده‌ای را تضمین کنند. در خصوص عضویت در اتحادیه اروپا، هر کشور اروپایی—مردم و دولت آن—باید تصمیم بگیرند که آیا می‌خواهند برای عضویت در اتحادیه اروپا درخواست دهند یا خیر.»